# Rudenko (Ukraina)
Rudenko (ukr. Руденко) – wieś na Ukrainie. Należy do rejonu czerwonogrodzkiego w obwodzie lwowskim i liczy 406 mieszkańców.
Za II Rzeczypospolitej do 1934 roku były to dwie odrębne wsie – Rudenko Lackie i Rudenko Ruskie, stanowiące samodzielne gminy jednostkowe w powiecie radziechowskim w woj. tarnopolskim. W związku z reformą scaleniową zostały 1 sierpnia 1934 roku włączone do nowo utworzonej wiejskiej gminy zbiorowej Laszków w tymże powiecie i województwie. Po wojnie wsie weszły w struktury administracyjne Związku Radzieckiego.